# 20367 Erikagibb
20367 Erikagibb (tên chỉ định: 1998 KT8) là một tiểu hành tinh vành đai chính. Nó được khám phá thông qua Chương trình nghiên cứu đối tượng gần Trái Đất của đài thiên văn Lowell ở Anderson Mesa Station ở Coconino County, Arizona, ngày 23 tháng 5 năm 1998. Nó được đặt theo tên Erika Gibb, an assistant professor of physics và astronomy ở University of Missouri.